# Tennis Channel Open 2000 - Qualificazioni singolare
Le qualificazioni del singolare  del Tennis Channel Open 2000 sono state un torneo di tennis preliminare per accedere alla fase finale della manifestazione. I vincitori dell'ultimo turno sono entrati di diritto nel tabellone principale. In caso di ritiro di uno o più giocatori aventi diritto a questi sono subentrati i lucky loser, ossia i giocatori che hanno perso nell'ultimo turno ma che avevano una classifica più alta rispetto agli altri partecipanti che avevano comunque perso nel turno finale.
Le qualificazioni del torneo Tennis Channel Open 2000 prevedevano 30 partecipanti di cui 4 sono entrati nel tabellone principale.

## Teste di serie
1. Wayne Ferreira (Qualificato)
2. Sláva Doseděl (Qualificato)
3. Arnaud Clément (ultimo turno)
4. Byron Black (Qualificato)

1. Jeff Tarango (ultimo turno)
2. Markus Hipfl (primo turno)
3. Andrea Gaudenzi (secondo turno)
4. John van Lottum (ultimo turno)

## Qualificati
1. Wayne Ferreira
2. Sláva Doseděl

1. Marcos Ondruska
2. Byron Black

## Tabellone

### Legenda
| - Q = Qualificato - WC = Wild card - LL = Lucky loser | - ALT = Alternate - SE = Special Exempt - PR = Protected Ranking | - w/o = Walkover - r = Ritirato - d = Squalificato |

### Sezione 1
|  | Primo turno     | Primo turno     | Primo turno     | Primo turno | Primo turno |  |  | Secondo turno | Secondo turno   | Secondo turno   | Secondo turno | Secondo turno |   |   | Ultimo turno | Ultimo turno   | Ultimo turno | Ultimo turno | Ultimo turno |  |
|  |                 |                 |                 |             |             |  |  |               |                 |                 |               |               |   |   |              |                |              |              |              |  |
|  |                 |                 |                 |             |             |  |  |               |                 |                 |               |               |   |   |              |                |              |              |              |  |
|  |                 |                 |                 |             |             |  |  | 1             | Wayne Ferreira  | Wayne Ferreira  | 6             | 6             |   |   |              |                |              |              |              |  |
|  | Thomas Blake    | Thomas Blake    | Thomas Blake    | 6           | 7           |  |  |               | Thomas Blake    | Thomas Blake    | 2             | 3             |   |   |              |                |              |              |              |  |
|  | Michael Tebbutt | Michael Tebbutt | Michael Tebbutt | 2           | 64          |  |  |               |                 |                 |               |               |   |   | 1            | Wayne Ferreira | 1            | 6            | 7            |  |
|  | Bob Bryan       | Bob Bryan       | Bob Bryan       | 6           | 6           |  |  |               |                 |                 | Bob Bryan     | 6             | 4 | 5 |              |                |              |              |              |  |
|  | Donald Johnson  | Donald Johnson  | Donald Johnson  | 3           | 2           |  |  |               | Bob Bryan       | Bob Bryan       | 6             | 6             |   |   |              |                |              |              |              |  |
|  | 7               | Andrea Gaudenzi | 6               | 1           | 6           |  |  | 7             | Andrea Gaudenzi | Andrea Gaudenzi | 4             | 2             |   |   |              |                |              |              |              |  |
|  |                 | Jimmy Arias     | 4               | 6           | 2           |  |  |               |                 |                 |               |               |   |   |              |                |              |              |              |  |

### Sezione 2
|  | Primo turno       | Primo turno       | Primo turno       | Primo turno | Primo turno |  |  | Secondo turno | Secondo turno     | Secondo turno     | Secondo turno   | Secondo turno   |   |   | Ultimo turno | Ultimo turno  | Ultimo turno  | Ultimo turno | Ultimo turno |  |
|  |                   |                   |                   |             |             |  |  |               |                   |                   |                 |                 |   |   |              |               |               |              |              |  |
|  |                   |                   |                   |             |             |  |  |               |                   |                   |                 |                 |   |   |              |               |               |              |              |  |
|  |                   |                   |                   |             |             |  |  | 2             | Sláva Doseděl     | Sláva Doseděl     | 6               | 6               |   |   |              |               |               |              |              |  |
|  | Mardy Fish        | Mardy Fish        | Mardy Fish        | 6           | 7           |  |  |               | Mardy Fish        | Mardy Fish        | 1               | 3               |   |   |              |               |               |              |              |  |
|  | Kevin Kim         | Kevin Kim         | Kevin Kim         | 4           | 65          |  |  |               |                   |                   |                 |                 |   |   | 2            | Sláva Doseděl | Sláva Doseděl | 6            | 6            |  |
|  | Michel Kratochvil | Michel Kratochvil | Michel Kratochvil | 6           | 6           |  |  |               |                   | 8                 | John van Lottum | John van Lottum | 3 | 3 |              |               |               |              |              |  |
|  | Michael Joyce     | Michael Joyce     | Michael Joyce     | 4           | 2           |  |  |               | Michel Kratochvil | Michel Kratochvil | 5               | 1               |   |   |              |               |               |              |              |  |
|  | 8                 | John van Lottum   | 4                 | 7           | 7           |  |  | 8             | John van Lottum   | John van Lottum   | 7               | 6               |   |   |              |               |               |              |              |  |
|  |                   | Wayne Black       | 6                 | 63          | 5           |  |  |               |                   |                   |                 |                 |   |   |              |               |               |              |              |  |

### Sezione 3
|  | Primo turno    | Primo turno     | Primo turno     | Primo turno | Primo turno |  |  | Secondo turno   | Secondo turno   | Secondo turno   | Secondo turno   | Secondo turno |   |   | Ultimo turno | Ultimo turno   | Ultimo turno | Ultimo turno | Ultimo turno |  |
|  |                |                 |                 |             |             |  |  |                 |                 |                 |                 |               |   |   |              |                |              |              |              |  |
|  | 3              | Arnaud Clément  | Arnaud Clément  | 6           | 6           |  |  |                 |                 |                 |                 |               |   |   |              |                |              |              |              |  |
|  |                | Phillip Sheng   | Phillip Sheng   | 0           | 4           |  |  | 3               | Arnaud Clément  | 6               | 3               | 6             |   |   |              |                |              |              |              |  |
|  | Cyril Saulnier | Cyril Saulnier  | Cyril Saulnier  | 7           | 6           |  |  |                 | Cyril Saulnier  | 3               | 6               | 2             |   |   |              |                |              |              |              |  |
|  | Jonathan Stark | Jonathan Stark  | Jonathan Stark  | 5           | 2           |  |  |                 |                 |                 |                 |               |   |   | 3            | Arnaud Clément | 62           | 6            | 63           |  |
|  | Robbie Koenig  | Robbie Koenig   | Robbie Koenig   | 6           | 6           |  |  |                 |                 |                 | Marcos Ondruska | 7             | 4 | 7 |              |                |              |              |              |  |
|  | James Sekulov  | James Sekulov   | James Sekulov   | 3           | 2           |  |  | Robbie Koenig   | Robbie Koenig   | Robbie Koenig   | 62              | 3             |   |   |              |                |              |              |              |  |
|  |                | Marcos Ondruska | Marcos Ondruska | 6           | 7           |  |  | Marcos Ondruska | Marcos Ondruska | Marcos Ondruska | 7               | 6             |   |   |              |                |              |              |              |  |
|  | 6              | Markus Hipfl    | Markus Hipfl    | 4           | 6(1)        |  |  |                 |                 |                 |                 |               |   |   |              |                |              |              |              |  |

### Sezione 4
|  | Primo turno     | Primo turno       | Primo turno       | Primo turno | Primo turno |  |  | Secondo turno | Secondo turno | Secondo turno | Secondo turno | Secondo turno |    |   | Ultimo turno | Ultimo turno | Ultimo turno | Ultimo turno | Ultimo turno |  |
|  |                 |                   |                   |             |             |  |  |               |               |               |               |               |    |   |              |              |              |              |              |  |
|  | 4               | Byron Black       | Byron Black       | 6           | 6           |  |  |               |               |               |               |               |    |   |              |              |              |              |              |  |
|  |                 | Michael Sell      | Michael Sell      | 3           | 2           |  |  | 4             | Byron Black   | Byron Black   | 6             | 6             |    |   |              |              |              |              |              |  |
|  | Alex O'Brien    | Alex O'Brien      | Alex O'Brien      | 7           | 6           |  |  |               | Alex O'Brien  | Alex O'Brien  | 3             | 2             |    |   |              |              |              |              |              |  |
|  | Maximilian Abel | Maximilian Abel   | Maximilian Abel   | 65          | 2           |  |  |               |               |               |               |               |    |   | 4            | Byron Black  | Byron Black  | 7            | 7            |  |
|  | Oliver Gross    | Oliver Gross      | Oliver Gross      | 6           | 6           |  |  |               |               | 5             | Jeff Tarango  | Jeff Tarango  | 62 | 5 |              |              |              |              |              |  |
|  | Mike Bryan      | Mike Bryan        | Mike Bryan        | 0           | 3           |  |  |               | Oliver Gross  | Oliver Gross  | 2             | 4             |    |   |              |              |              |              |              |  |
|  | 5               | Jeff Tarango      | Jeff Tarango      | 6           | 6           |  |  | 5             | Jeff Tarango  | Jeff Tarango  | 6             | 6             |    |   |              |              |              |              |              |  |
|  |                 | Gregory Zavialoff | Gregory Zavialoff | 4           | 4           |  |  |               |               |               |               |               |    |   |              |              |              |              |              |  |